# Пролив Берга
Пролив Берга (каз. Берг бұғазы) — исчезнувший пролив в Аральском море, соединявший Северное Аральское море (Малое море) и Южное Аральское море (Большое море). Ранее отделял остров Кокарал (теперь урочище) от суши с восточной стороны. В районе пролива в Северное море впадает река Сырдарья. Располагается на территории Аральского района Кызылординской области Казахстана. Назван в честь Л. С. Берга — учёного-гидролога, внёсшего значительный вклад в изучение Аральского моря.

## История
До начала снижения уровня Аральского моря имел ширину до 45 км и среднюю глубину 13 м. После исчезновения пролива Аузы-Кокарал в 1968—1969 годах, стал единственным проливом, соединяющим Малое Аральское море с Большим. В 1970—1980-е годы резко мелел. Поскольку пролив был важен для судоходства между портами Аральском и Муйнаком, с 1981 по 1990 год проводились дноуглубительные работы с целью обеспечения возможности прохода судов. Но падение уровня воды продолжалось, и фарватер заполнился песком и илом. Пролив Берга окончательно пересох, лишь остатки судоходного канала представляли цепочку небольших отделённых друг от друга водоёмов общей протяжённостью около 4 км. Однако позднее изъятие вод Сырдарьи для нужд орошения уменьшилось, и приток воды в Малый Арал увеличился. По ходу бывшего судоходного канала сформировалось русло, по которому вода уходила в Большой Арал. Весной 1992 года оно имело ширину 100 метров, глубину 2 метра и протяжённость около 5 километров. Позже оно еще увеличилось и углубилось, что вызвало усыхание Малого Арала и затормозило снижение уровня Большого. Отмечено, что в 1991—1998 годах по этому руслу проходили небольшие рыболовецкие суда, но хозяйственного значения пролив уже не имел, так как добыча рыбы в Аральском море становилась всё меньше.
Тогда этот пролив был впервые перегорожен плотиной, чтобы воды Сырдарьи не уходили по нему в Большой Арал. Первые две песчаные плотины были разрушены штормами, а в 2005 году Казахстан, получив заём Всемирного банка, построил полноценную дамбу, известную как Кокаральская плотина. Она имеет водосброс, необходимый для сброса излишков воды и поддержания уровня Малого Аральского моря на необходимой отметке. Весной 2006 года водоём достиг запланированного уровня. Сток воды из Малого в Большой Арал происходит в основном весной и в начале лета, во время паводка на Сырдарье.